# Femke Gerritse
Femke Gerritse, née le 14 mai 2001 à Bois-le-Duc, est une coureuse cycliste néerlandaise. 

## Biographie
Elle participe au premier Tour de France 2022 au cours duquel à l'issue de la 3e étape, elle endosse le maillot à pois de meilleure grimpeuse qu'elle perd lors de la  7e étape au profit de Demi Vollering.

## Palmarès sur route

### Par années
- 2018
  - 3e du championnat des Pays-Bas du contre-la-montre juniors
- 2019
  -  Championne des Pays-Bas sur route juniors
  - 2e étape du Healthy Ageing Tour juniors
  - 1re étape du  Watersley Ladies Challenge juniors
  - 2e du Circuit de Borsele juniors
  - 3e du Healthy Ageing Tour juniors
- 2021
  - 3e étape du  Watersley Ladies Challenge
- 2022
  -  Médaillée de bronze du championnat d'Europe du contre-la-montre en relais espoirs
  - 3e du Tour de Thuringe
- 2025
  - Omloop van het Hageland
  - Volta NXT Classic
  - 3e étape du Tour d'Espagne
  - 3e de la Flèche brabançonne

### Résultats sur les grands tours

#### Tour de France
2 participations
- 2022 : 74e
- 2025 : 100e

#### Tour d'Italie
1 participation
- 2024 : 46e

#### Tour d'Espagne
1 participation :
- 2025 : 55e, vainqueure de la 3e étape,  maillot rouge pendant 2 jours

### Classements mondiaux
| Année                                 | 2021 | 2022 | 2023 | 2024 |
| ------------------------------------- | ---- | ---- | ---- | ---- |
| Classement UCI                        | 348e | 118e | 142e | 222e |
| UCI World Tour                        | 152e | 109e | 206e | 199e |
|                                       |      |      |      |      |
| Légende : nc = non classéSource : UCI |      |      |      |      |

## Palmarès en cyclo-cross
- 2017-2018
  -  Championne des Pays-Bas de cyclo-cross juniors